# Marleen Barth
Magdalena Antoinette Maria (Marleen) Barth (sinh ngày 21 tháng 3 năm 1964 tại Den Helder) là một chính trị gia người Hà Lan của Công đảng Hà Lan (PvdA) và là một cựu nhà báo.

## Tiểu sử
Barth học khoa học chính trị, với chuyên ngành quản trị công tại Đại học Amsterdam. Bà từng làm phóng viên quốc hội cho Trouw (1990-1997), là thành viên của Hạ viện (1998-2002), một thành viên của Nghị viện tỉnh Hà Lan (2003-2004) và là chủ tịch của CNV Onderwijs (Liên đoàn giáo viên Thiên Chúa giáo) (2005-2008). Bà là chủ tịch GGZ Nederland (tổ chức sức khoẻ tâm thần) từ năm 2008.
Cô đã là líttrekker cho Công đảng trong cuộc bầu cử Thượng viện Hà Lan của năm 2011 và 2015. Kể từ ngày 07 tháng 6 năm 2011, bà đã là thành viên của Thượng viện cũng như trưởng nhóm Thượng viện của Công đảng.